# Topomeigenia andina
Topomeigenia andina är en tvåvingeart som först beskrevs av Townsend 1929.  Topomeigenia andina ingår i släktet Topomeigenia och familjen parasitflugor.
Artens utbredningsområde är Peru. Inga underarter finns listade i Catalogue of Life.